# Peri Mirim
Peri Mirim är en kommun i Brasilien.   Den ligger i delstaten Maranhão, i den nordöstra delen av landet, 1 500 km norr om huvudstaden Brasília. Antalet invånare är 13 807.
I omgivningarna runt Peri Mirim växer i huvudsak städsegrön lövskog. Runt Peri Mirim är det ganska glesbefolkat, med 31 invånare per kvadratkilometer.